# 將軍溪
將軍溪位於臺灣臺南市，主流全長24.2公里，於將軍區馬沙溝注入北門潟湖南側與臺灣海峽。目前政府定義為「直轄市管區域排水」，正式名稱為將軍溪排水。出海口有紅樹林主要以水筆仔為主，其他還有海茄苳與土沈香零星分佈。

## 河川概述
將軍溪流域涵蓋臺南市北門區、將軍區、佳里區、學甲區、麻豆區、下營區、官田區、六甲區等地。清代以前原名漚汪溪、又名灣裡溪，為古曾文溪主河道，位置正好處於倒風及臺江兩大內海之間的半島陸地。今將軍溪下游河道寬廣，即為昔曾文溪下游出海口的殘跡。清道光3年7月（1823年）豪雨使山洪暴發，土石流致臺江內海淤積，曾文溪改道至現在的出海口，將軍溪則成為斷頭河，今佳里排水（菜寮溪）的部分為原曾文溪河道。而今主流之麻豆排水（當地人稱「下營大溪」）部分乃日治時期人工開鑿之分洪功能河道；除菜寮溪之外，支流主要皆為中小型區域排水，而這些「支流」許多實可通嘉南大圳分線水路。
目前市府正沿溪岸防汛道路規劃建設自行車道。另外有趣的是，曾文溪改道使臺江內海淤塞，而今日的將軍溪主流麻豆大排則穿越了昔日的倒風內海海域。

## 污染問題
大約在民國66年（1977年）之前，將軍溪還是一條清澈見底、魚蝦成群的乾淨溪流，常見漁民搭乘竹筏，在河面上撒網捕魚。但是在民國66年以後遭到大量和長期之污染，水質迅速的惡化，自1980年代以後水質完全改觀，溪水變得烏黑、惡臭、混濁，溪水髒臭不堪，魚蝦幾乎絕跡。並有大量之白色畜牧廢水泡沫或偶爾有死豬等一類的動物屍體順流而下，景象甚為恐怖。因此有「黑龍江」之稱。
除河口（將軍溪出海口，兩岸有珍貴的大面積野生紅樹林景觀）有漲退潮稀釋作用而水質較中上游稍佳外，中、上游沿岸因主要污染源之大量畜牧廢水排入，屬於「嚴重污染」之水體。工業廢水（以台1線縱貫公路以東的「官田工業區工廠為最主要污染源）、兩岸之家用生活污水之污染程度尚在其次。
將軍溪原本是「次要河川」（現稱「縣市管河川」），目前已被降等為「普通河川」，因水質嚴重污染狀況少見改善，所以將軍溪被定義為僅存「區域排水」的功能而已。

## 將軍溪水系主要河川

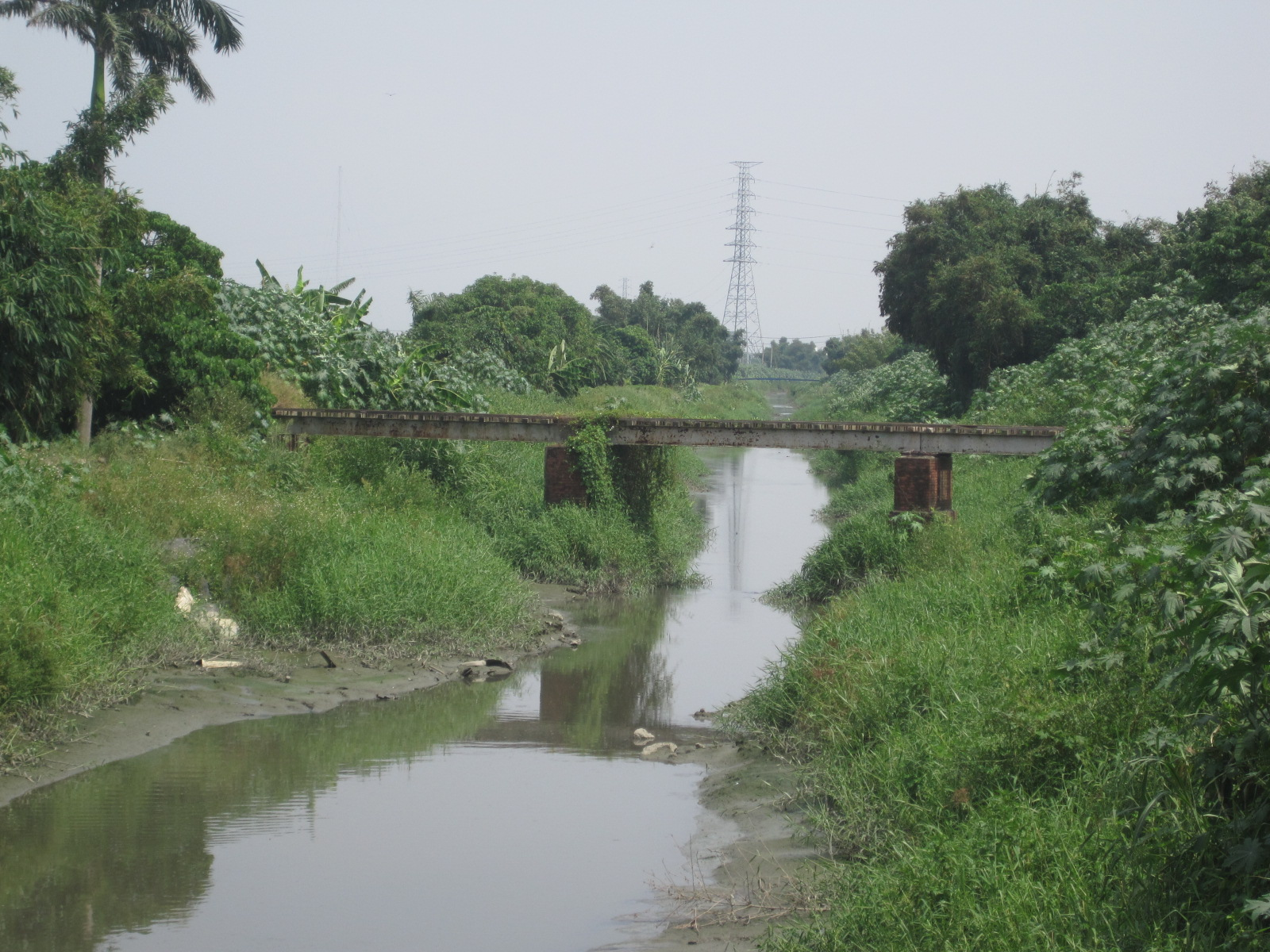
菜寮溪（佳里排水）

以下由下游至源頭列出水系主要河川，其中粗體字為主流河道：
- 將軍溪（將軍溪排水）：臺南市
  - 三寮灣溪分線水路：臺南市北門區
  - 北埔中排：臺南市將軍區
  - 下溪洲排水：臺南市學甲區
  - 大灣中排：臺南市學甲區
  - 麻豆大排（麻豆排水）：臺南市佳里區、麻豆區、下營區
    - 營後排水：臺南市麻豆區、學甲區
    - 蔥子寮排水：臺南市麻豆區、佳里區
    - 養魚排水：臺南市麻豆區、學甲區、下營區
    - 埤頭排水：臺南市麻豆區
    - 總爺排水：臺南市麻豆區（前身為麻豆港水路）
    - 橋頭子港埤：臺南市下營區、六甲區、官田區
      - 菁埔埤排水：臺南市下營區、六甲區
      - 橋頭港埤排水：臺南市下營區、六甲區、官田區
        - 瓦窯埤排水：臺南市六甲區、官田區（最遠源頭，兩區界流）
        - 南廍排水：臺南市下營區、官田區（主流源頭，源頭可至烏樹林埤、角秀小排四）
        - 橋頭港埤排水：臺南市下營區、官田區（此源頭為葫蘆埤）

  - 菜寮溪（佳里排水、將軍溪上游分線）：臺南市將軍區、佳里區、麻豆區
    - 子良廟排水：臺南市佳里區、麻豆區
    - 後營排水：臺南市佳里區、麻豆區、西港區（此為古曾文溪河道的餘留且為麻、西兩區界河，但今注入曾文溪故是否為將軍溪支流有爭議）

## 主要橋樑
以下由河口至源頭列出主流上之主要橋樑：

### 將軍溪河段
- 台61線將軍溪橋（台61線）
- 台17線將軍溪橋（台17線）
- 箍寮橋（南1線）
- 華宗橋（南19線）

### 麻豆大排河段
- 溪州橋（南23線）
- 新城橋（台19線）
- 嘉南大圳學甲分線渡槽
- 文瑞橋（市道171號）
- 真理橋
- 國道一號將軍溪橋（國道一號）
- 北勢橋（南57線）
- 南56-1線大溪橋（南56-1線）
- 台84線將軍溪橋（台84線）
- 黑橋（南59線）
- 大溪橋
- 玄武橋（台19甲線）
- 橋頭港橋（南63線）

### 橋頭子港埤河段
- 頂角橋（南58線）
- 南廍一號橋（南118線）
- 無名橋
- 無名橋（台1線）
- 高鐵烏樹林埤橋（台灣高鐵）
- 無名橋
- 無名橋（台鐵縱貫線）
- 無名橋（官田工業區工業西路）
- 無名橋（官田工業區工業路）

## 古名

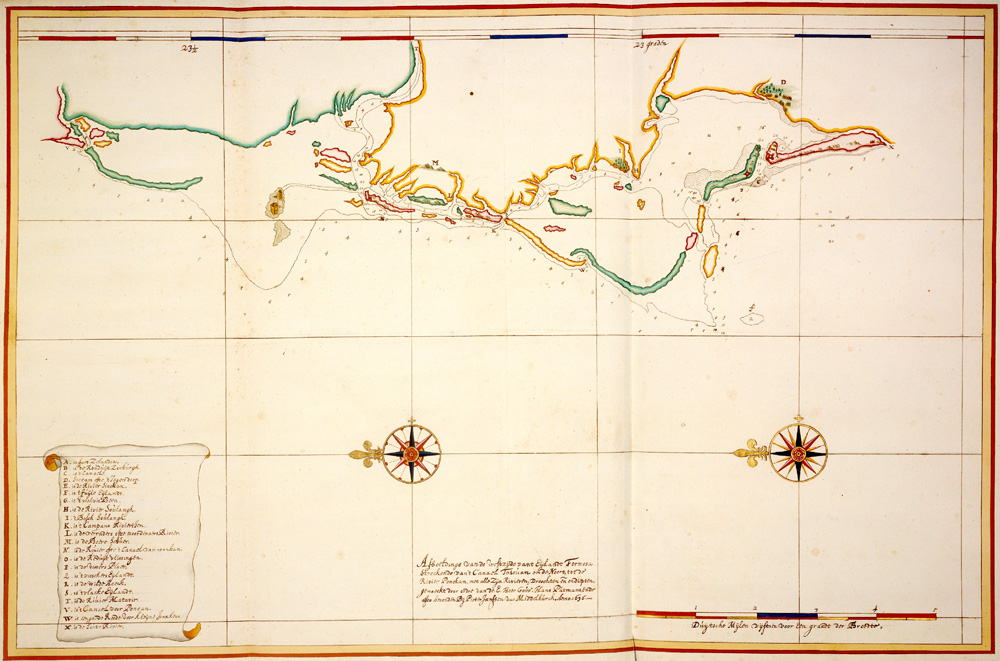
1636年彼得·揚生·范·米德堡（Pieter Janszoon van Middelburch）奉台灣長官普特曼斯之命測繪台灣各處海岸，此為荷蘭東印度公司官方地圖承包商芬伯翁1660年代大員以北海岸抄本，標記L為刣人溪（L. is de verraders ofte moordenaers Rivier）

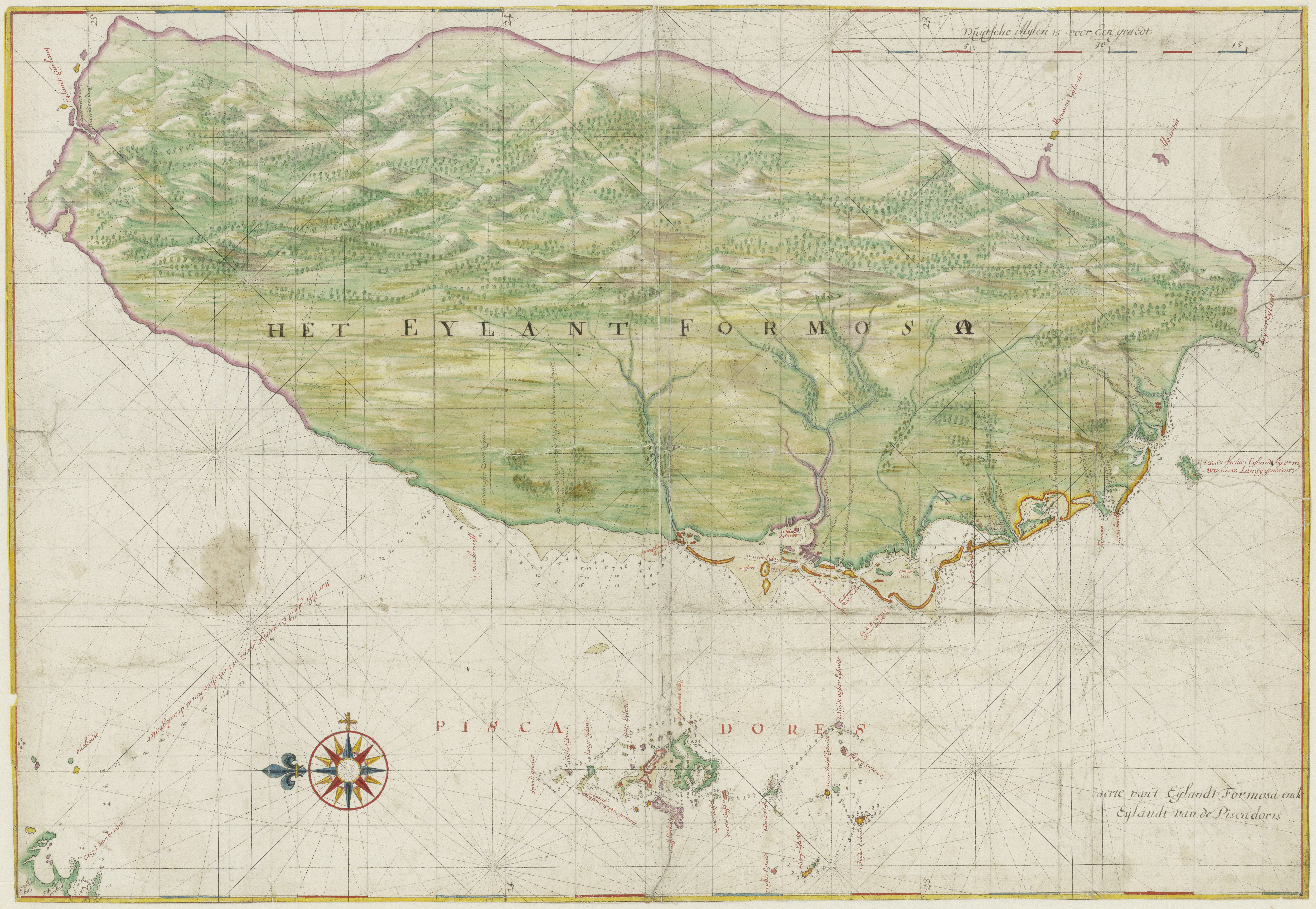
1665年前後芬伯翁繪製《福爾摩沙島與漁翁群島圖》，拼接自多幅1636年彼得·揚生測繪台灣海岸圖，標示刣人溪（veraders ofte moordenaers Rivier）

### 漚汪溪、灣裏溪
古時將軍溪下游出海口原稱歐汪溪，海邊河岸原為蕭壠社範圍，沿溪上溯中游的河道原稱灣裏溪，北側原有麻豆社。位置正好處於倒風及台江兩大內海之間的蕭壠半島。:93,215

### 刣人溪、叛徒溪
為十七世紀臺灣荷蘭統治時期，荷蘭東印度公司的船員和駐臺荷人官員於地圖中常使用的名字，荷蘭文標示為，為「背叛者或謀殺者之河」，即「刣人溪」之意。:93,215其命名為紀念1629年公司第三任駐臺灣長官納茨（Pieter Nuijts, 1598-1655）親率的六十三名公司士兵，在徒步涉渡現今此溪中游時（當時為灣裡溪）遭麻豆社戰士設計殲滅一事。
目前有找到此地名的地圖有：1636年彼得·揚生·范·米德堡奉第四任台灣長官普特曼斯之命測繪台灣各處多幅海岸圖，其中一幅《福爾摩沙島西南岸由大員水道北至笨港溪詳細海岸線圖》，公司官方地圖承包商芬伯翁1660年代拼接這些精密海岸線圖繪成一幅著名的《福爾摩沙島與漁翁群島圖》；芬伯翁的《中國東南海岸圖》； 的《沿著廣東、福建的中國海岸，以及附帶福爾摩沙島圖》等。

### 古曾文溪主河道
清治以前為古曾文溪主河道，現今將軍溪下游河道寬廣，即為昔曾文溪下游出海口的殘跡。1823年豪雨使山洪暴發，大量土石致台江內海淤積，曾文溪改道至現在的出海口，將軍溪則成為斷頭河，下游穿越昔日的倒風內海。